# Hockey Vercelli 2019-2020
Questa voce raccoglie le informazioni riguardanti l'Hockey Vercelli nelle competizioni ufficiali della stagione 2019-2020.
Tutti i tornei furono interrotti e annullati a causa della pandemia di COVID-19. 

## Maglie e sponsor
Lo sponsor tecnico per la stagione 2021-2022 è Erreà, mentre lo sponsor ufficiale è Engas, società di vendita di gas metano ed energia elettrica.
| 1ª divisa | 2ª divisa |

## Organigramma societario
- Presidente: Gianni Torazzo
- Vicepresidente: Alvise Racioppi
- Consigliere: Mirko Brizzi, Paolo Gallione, Roberto Giraudi, Domenico Sabatino
- Segretario: Costantino Zappino

## Organico

### Giocatori
| N° | Naz.              | Ruolo | Sportivo            |  |  |  |
| -- | ----------------- | ----- | ------------------- |  |  |  |
| 1  | Italia (bandiera) | P     | Ferruccio Pasciullo |  |  |  |
| 2  | Italia (bandiera) | A     | Tiziano Orso        |  |  |  |
| 7  | Italia (bandiera) | A     | Ariel Romero        |  |  |  |
| 8  | Italia (bandiera) | D     | Marco Motaran       |  |  |  |
| 9  | Italia (bandiera) | A     | Enea Monteforte     |  |  |  |
| 14 | Italia (bandiera) | D     | Amleto Francazio    |  |  |  |
| 17 | Italia (bandiera) | D     | Matteo Brusa        |  |  |  |
| 20 | Italia (bandiera) | P     | Antonio Lo Priore   |  |  |  |
| 84 | Italia (bandiera) | D     | Massimo Villani     |  |  |  |
| 99 | Italia (bandiera) | A     | Oscar Ferrari       |  |  |  |

### Staff tecnico
- Allenatore:  Paolo De Rinaldis